# Fernando Jordán
Fernando Jordán Juárez (México D.F., 26 de abril de 1920-La Paz, Baja California Sur, 14 de mayo de 1956) fue un antropólogo, periodista, escritor documental y poeta mexicano. Realizó diversos documentales, principalmente sobre la Península de Baja California y el Golfo de Cortés, que fueron referencia por algunos años. Murió inesperadamente por una bala.

## Primeros años
Asistió a su educación primaria y secundaria en su ciudad natal, y ya desde entonces le gustaba caminar por la ciudad, asunto que lo metió en algunos problemas. De carácter firme y decidido, cursó la Escuela Vocacional. Inició estudios de arquitectura en el Instituto Politécnico Nacional (IPN) los que luego abandonó para inscribirse como estudiante de Antropología en la Escuela Nacional de Antropología e Historia (ENAH), dependiente del Instituto Politécnico Nacional, donde se inició como reportero en el periódico del mismo instituto. 

## Periodista
Se contrató en el periódico La Prensa, para luego ser periodista empírico y reportero en el diario Novedades, donde estaba al frente del artículo semanal “Historia Gráfica de México”. De 1946 a 1948 participó en la revista Mañana. Realizó, registró y se publicaron diversos documentales entre ellos: 
- Fue en una expedición con la Marina Mexicana al Archipiélago de Revillagigedo,
- Viajó a Chiapas para documentar sobre los indígenas y sus etnias nativas, la selva lacandona
- Documentó la zona arqueológica de Yucatán.
- De Coahuila escribió acerca de la raza negra, habitante del lugar;
- En Chihuahua, documentó a los menonitas y sus albinos;
- Publicó sobre la zona francesa de Nautla, Veracruz,
- De Chipilo, Puebla con su migración italiana que también documentó y publicó. [2]

De ahí pasó a la recién inaugurada revista Impacto (1946) bajo la dirección de Regino Hernández Llergo donde denunció la corrupción gubernamental provocando tal escándalo que su jefe y amigo lo envió a sacar el pendiente de explorar y documentar como corresponsal viajero y escribir sobre Baja California, algo que le cambió el futuro.

## Baja California
Viajó hacia la península de Baja California para recorrer en su Jeep toda la península de B.C., desde Mexicali hasta Cabo San Lucas. Escribió el primer artículo y empezó a publicarlos desde el 26 de noviembre de 1949, hasta el 29 de mayo de 1950, granjeándose la amistad de ambos gobernadores Braulio Maldonado Sánchez en BC, y el general José Agustín Olachea Avilés, transitando por la Sierra de San Pedro Mártir, Sierra de San Francisco, Sierra de Guadalupe, Sierra la Giganta, haciéndose acompañar por pescadores, rancheros, agricultores comerciantes, tabernero y gente común. Estos artículos los compendió después y armó el libro “El otro México, biografía de Baja California”, el cual lo escribió en Ensenada B.C. en 1951, 
Posteriormente el otro México, fue llevada al cine.
Se distinguió por su espíritu incisivo y artículos agudos en los cuales denunciaba las inequidades en México, por lo que recibió diversas represalias y regaños y se ganó varias enemistades, lo que en lugar de ser un obstáculo estimuló su deseo de continuar por este camino.

En 1951 emprendió una expedición marítima por el Golfo de California en su velero Urano acompañado de su amigo José Héctor Salgado Stapachin, logrando así una serie de reportajes para a revista Impacto, que en 1995 fue compendiado en un libro llamado Mar Roxo de Cortés. Biografía de un Golfo, poco antes de trasladar su residencia de la capital del país a La Paz, capital de BCS, donde luego se mudó unos kilómetros al norte de la bahía y construyó su casa en el poblado pesquero San Juan de la Costa, muy posiblemente porque la fama lo abrumó, o la desdeñó. Uno de los escritos de Jordán dice:
Tuya es la costa mágica de perlas y de arena, los bosques de cardones, la sierra que se eleva para mirar el mar, las fuentes que recortan esmeraldas sobre la tierra seca, los valles donde el sol duerme la siesta.
La obra de Jordán pasó a ser referencia imprescindible en el futuro conocimiento de Baja California, pues impactó en nuevos los círculos sociales y culturales del México post Segunda Guerra Mundial, esfuerzo que se sumaba al intento de Lázaro Cárdenas de impulsar a la Baja California, a través de poblarla, llevando gente del sur del país para el reparto agrario, con el asalto a las tierras, de los latifundios de la Colorado River Land Company, así como la conformación por primera vez del ejido en México partiendo desde el Valle de Mexicali. Jordán fue el periodista que puso de moda a Baja California en el periodismo en México.
Para ese entonces, poco se había escrito sobre Baja California, entre ellos el jesuita José Mariano de Iturriaga (1717-1787) –Californiada- ; después en 1940, el escritor norteamericano John Steinbeck –un periplo por el mar de Cortés- quien ganó años después (1962) el premio nobel de literatura; también escribió sobre Baja California el escritor norteamericano Erle Stanley Gardner -quien aportó 8 libros sobre B.C.- y el libro de Jordán fue considerado por algunos estudiosos como fundamental por la visión global que aportaba en aquel entonces sobre la California Mexicana, la península desde su interior, su gente, estilos de vida, crónicas misioneras del siglo XVIII, llegándolo a catalogar como historiador geógrafo, botánico, oceanólogo, además de sus profesiones de periodista y antropólogo.
En 1955, durante las fiestas de la ciudad de La Paz ganó y publicó en el concurso de los Juegos Florales de la Paz con el poema épico “Calafia” que trata sobre el choque de la civilización hispana en tiempos de la nueva España cuando arribaron sur de la península y se encontraron con la tribu de los guaycuras. Se casó con la sueca Bárbara Dalgren, de la cual pronto se separó, por sus constantes amoríos con otras mujeres.

## Últimos días
En 1956 tuvo fuertes diferencias con su jefe Hernández Llergo porque este último no quiso publicar asuntos complicados de personas famosas y lo tachó de corrupto, quebrándose así la relación. Fernando se había ganado diversos enemigos y varios de ellos era gente poderosa, entre ellos un alto funcionario al que Jordán denunció por haber entregado el control de importantes recursos naturales a inversionistas extranjeros. El 13 de mayo viajó a la Paz, se hospedó con su amigo el teniente militar y piloto aviador y Otilio Abente, donde escribió dos cartas, incineró algunos escritos, pero a las 3 de la mañana, se escuchó una detonación que mató a Fernando, al que encontraron cubierto con una sábana blanca y con una bala calibre .44 que fue disparada a corta distancia directo al corazón, sin embargo, la versión oficial fue suicidio, asunto que no convenció a sus parientes y conocidos.
Fue sepultado en el panteón de Los San Juanes en la Paz, donde después quedó sepultado a su lado, su amigo Otilio Abente.

## Obra
Publicó algunos libros, entre ellos:
- Baja California Tierra incógnita. 1946.[7]
- El otro México, biografía de Baja California” 1951.[8][9]
- Historia Gráfica de México. Ed. Novedades. 1952. 4 tomos
- Crónica de un país bárbaro. Chihuahua. Ed. Asociación Mexicana de Escritores 1956.
- Mar Roxo de Cortés. Biografía de un Golfo. Felipe Gálvez-Oscar Gustavo González. 1995[10]